# ネストル・ガブリエル・ロレンソ
ネストル・ガブリエル・ロレンソ（Néstor Gabriel Lorenzo, 1966年2月26日 - ）は、アルゼンチン・ブエノスアイレス出身の元サッカー選手、サッカー指導者。現役時代のポジションはディフェンダー。

## 所属クラブ
- AAアルヘンティノス・ジュニアーズ 1985-1989
- ASバーリ 1989-1990
- スウィンドン・タウンFC 1990-1992
- CAサン・ロレンソ・デ・アルマグロ 1992-1994
- CAバンフィエルド 1994-1995
- フェロカリル・オエステ 1995-1996
- ボカ・ジュニアーズ 1996-1997

## 指導歴
- FBCメルガル 2021-2022
- コロンビア 2022-